# Cornelis Jan Gude

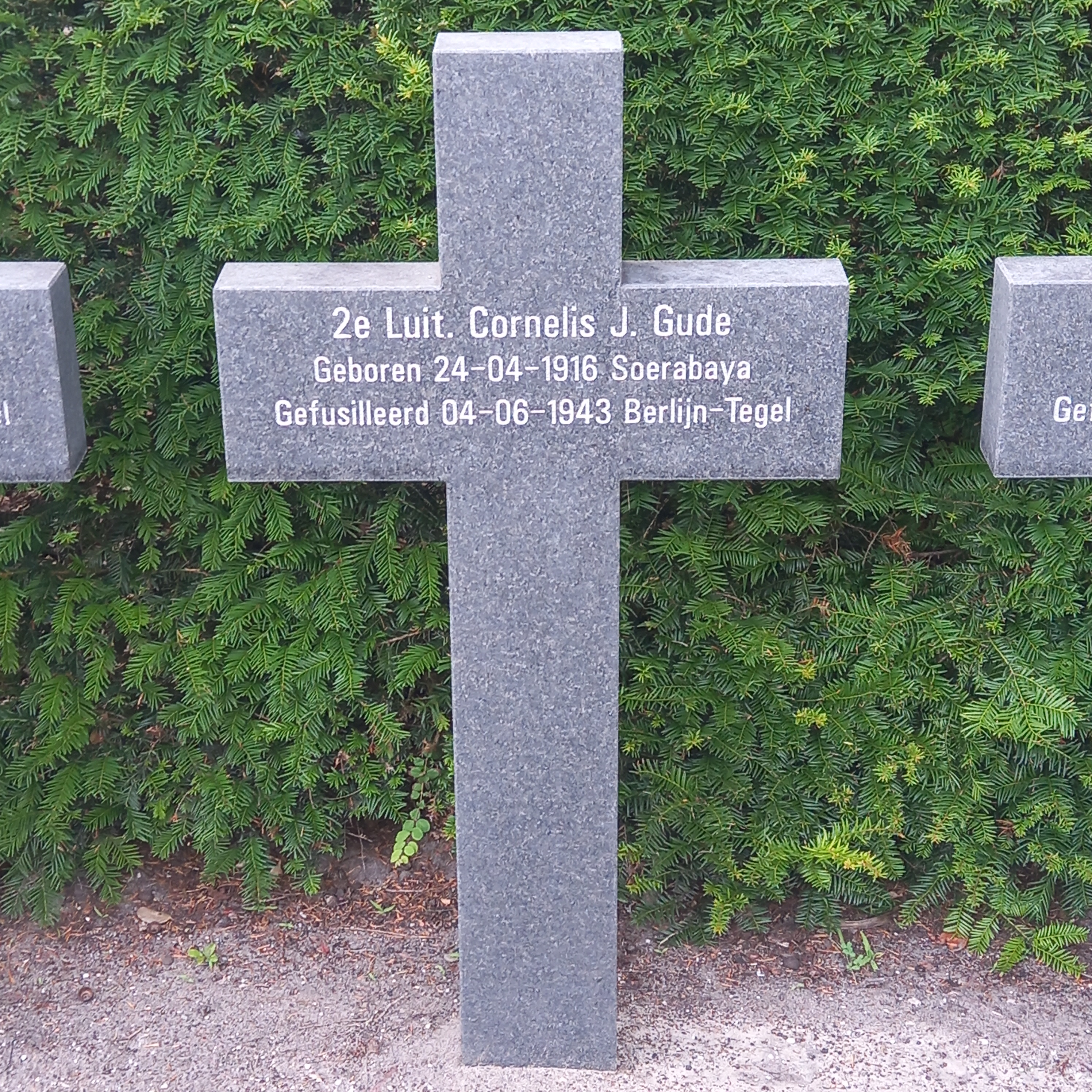
Het graf van Cornelis Jan Gude op begraafplaats Westduin in Den Haag

Cornelis Jan Gude (Soerabaja, 24 april 1916 - Berlin-Tegel, 4 juni 1943) was een Nederlands verzetsman uit de Tweede Wereldoorlog.
Cornelis Gude was tweede luitenant der Artillerie. Hij was een dienstkameraad van Jan Helmers. Na zijn diensttijd ging hij studeren aan de Technische Hogeschool Delft.
Toen de oorlog uitbrak, ging hij in het verzet. Hij werd de naaste medewerker van Han Stijkel, die de Stijkelgroep had opgericht. Op 2 april 1941 werd Gude in Scheveningen gearresteerd terwijl hij een poging deed om naar Engeland te varen. Hij werd overgebracht naar het Oranjehotel. Na weken verhoor werd hij overgebracht naar de gevangenis in Berlin-Tegel. Hij werd beschuldigd van spionage en op 4 juni 1943 gefusilleerd.